# Štemplovec
Štemplovec (1869 Stemplovec, 1890 Štremplovec nebo Štremplovice; německy Stremplowitz, polsky Sztemplowice) je malá vesnice, část obce Holasovice v okrese Opava. Nachází se asi 3 km na jihozápad od Holasovic. V roce 2009 zde bylo evidováno 28 adres. V roce 2001 zde trvale žilo 118 obyvatel.
Štemplovec je také název katastrálního území o rozloze 1,96 km2.

## Název
České jméno vesnice vzniklo asi hláskovou úpravou (přes mezitvar Štemploc) německého Steinplatz ("kamenné místo").

## Historie
První písemná zmínka o obci pochází z roku 1377.

## Pamětihodnosti
- Přírodní památka Heraltický potok
- Zámek Štemplovec

## Galerie

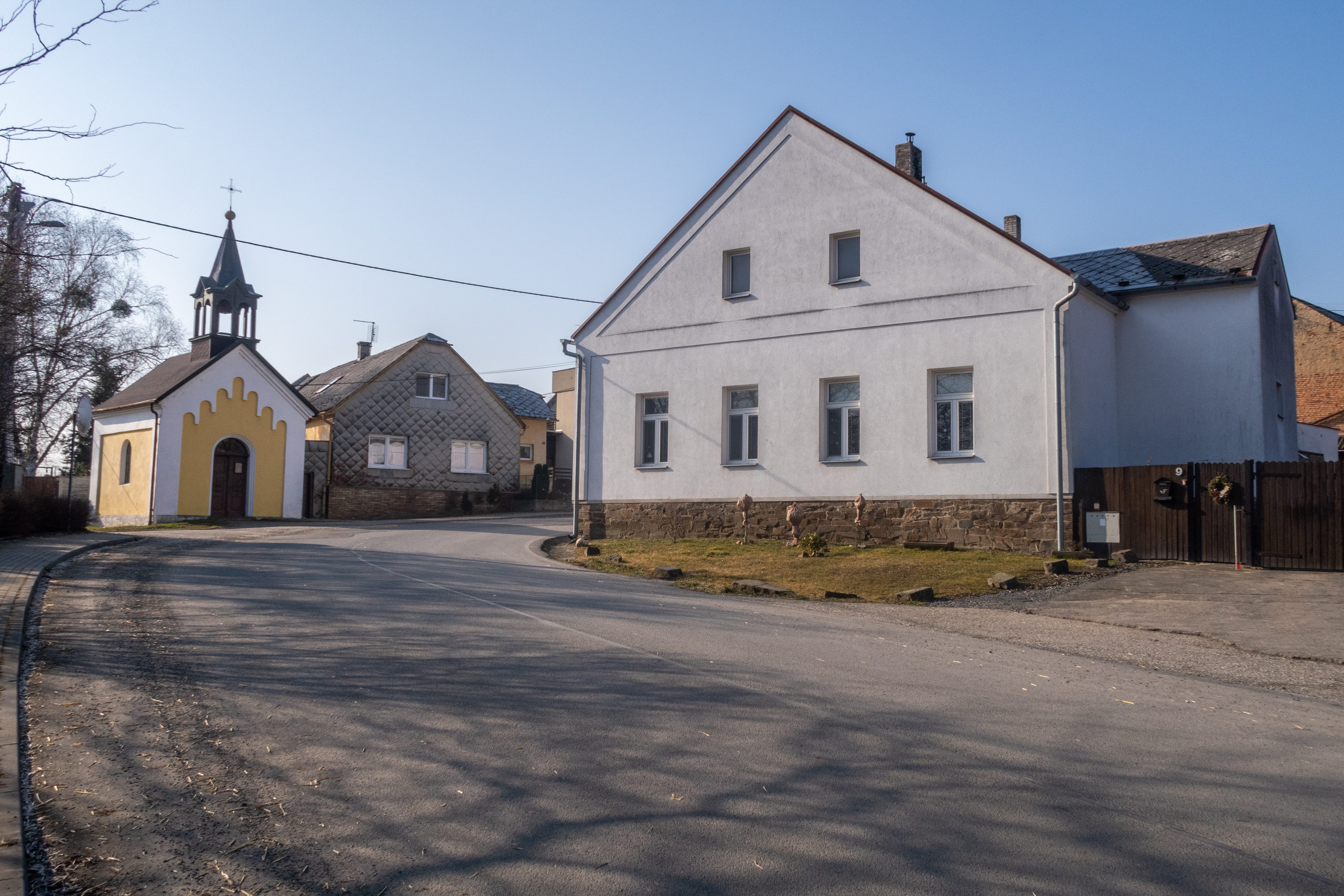
Střed vesnice
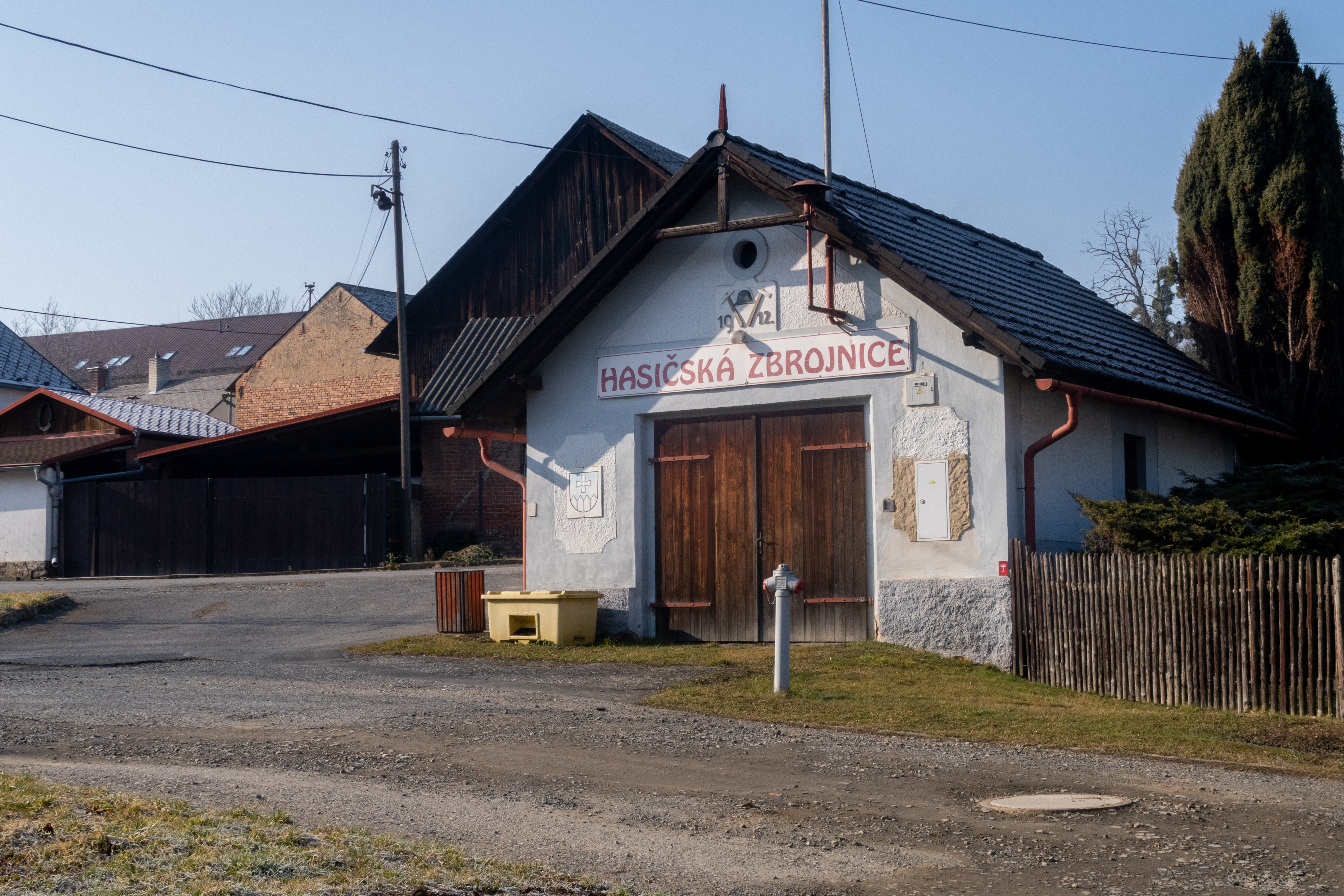
Hasičská zbrojnice
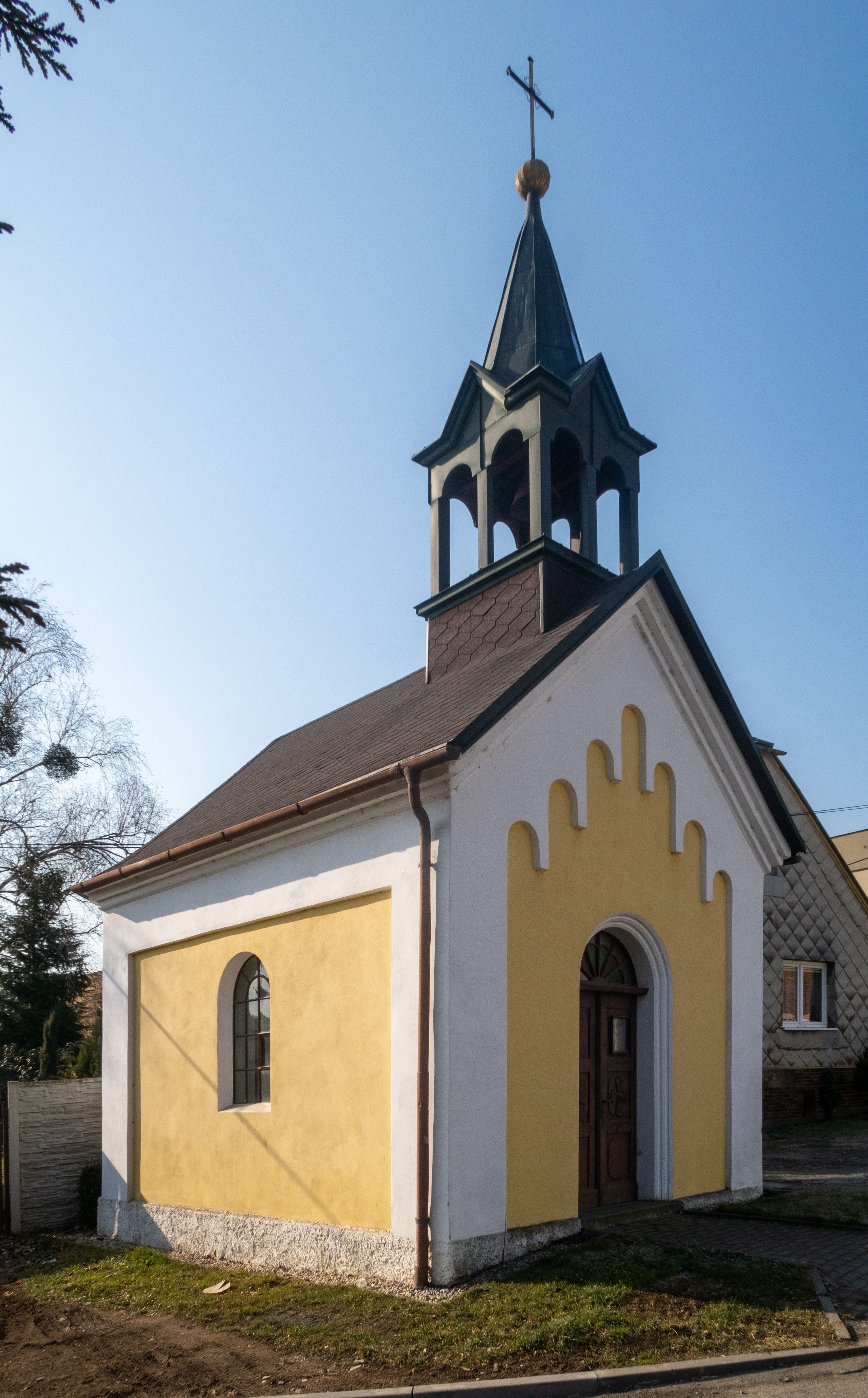
Kaplička ve vesnici
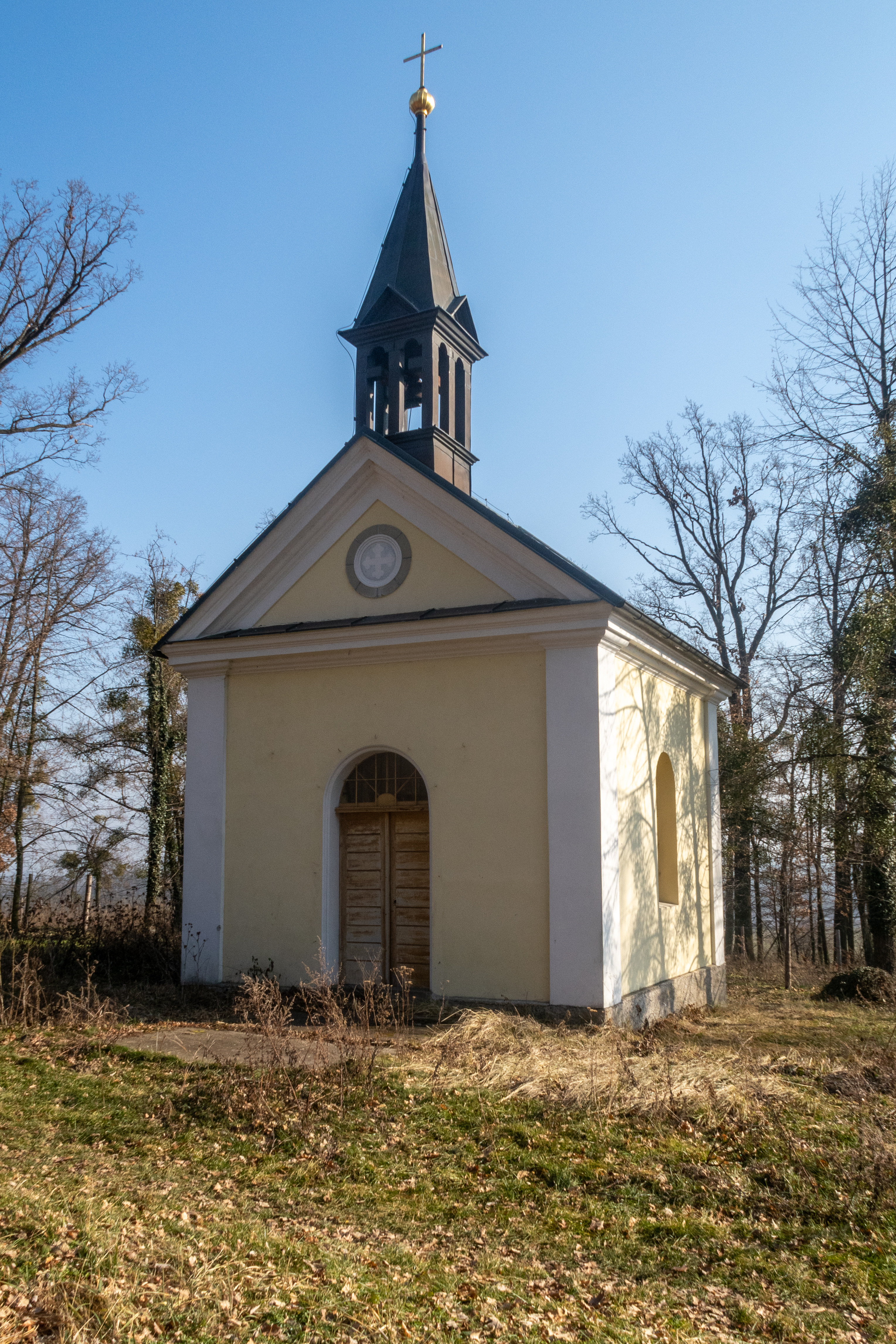
Poutní kaple sv. Jana Nepomuckého na vrchu Hůrka
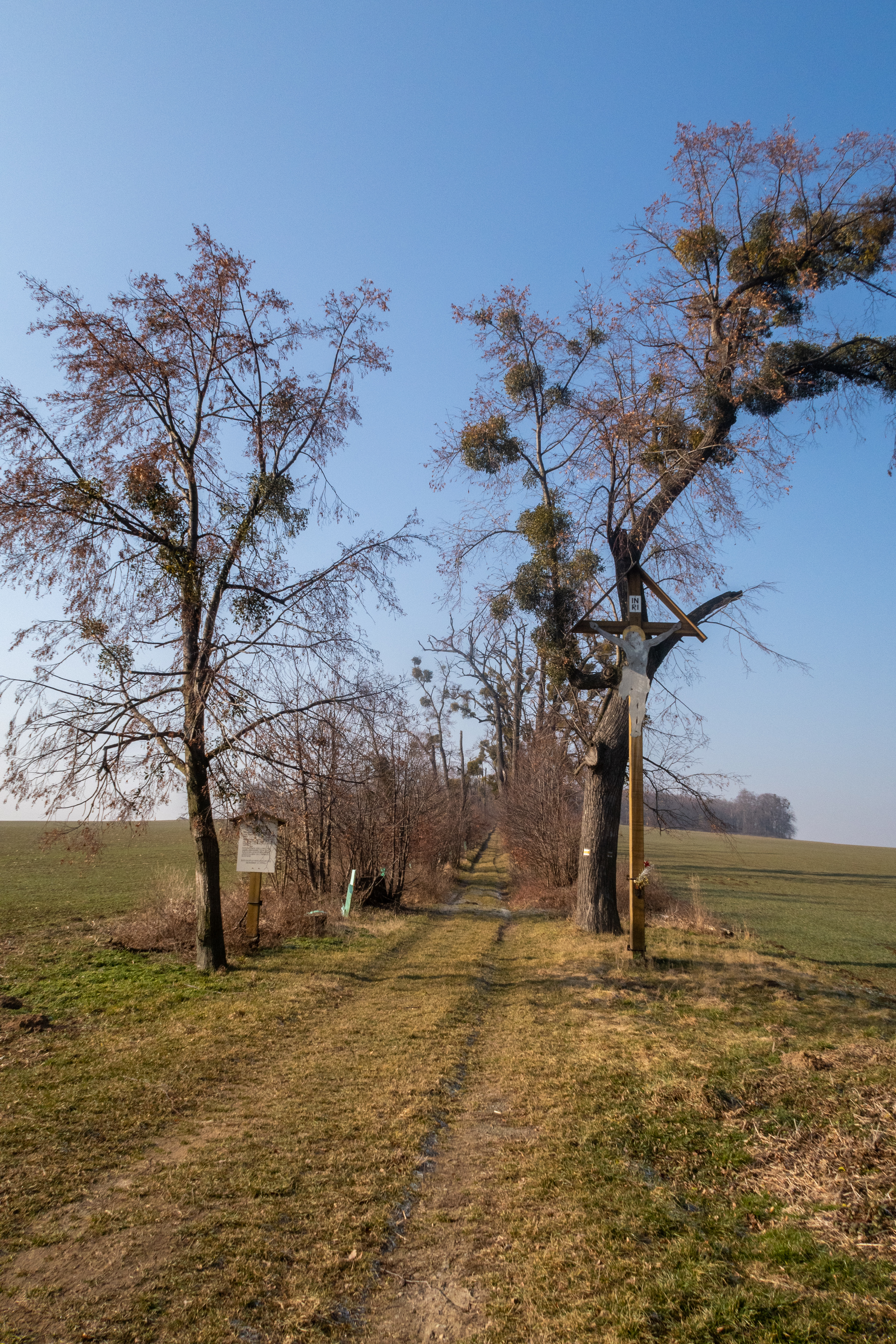
Alej vedoucí k vrchu Hůrka a poutní kapli